# Denis Bećirović
Denis Bećirović (Tuzla, 28. studenoga 1975.), bosanskohercegovački je političar i povjesničar, te 8. bošnjački član Predsjedništva Bosne i Hercegovine od 2022. godine. Prethodno je bio član Doma naroda Parlamentarne skupštine Bosne i Hercegovine u periodu od 2019. do 2022. godine. Član je i trenutačni potpredsjednik Socijaldemokratske partije BiH.
Bećirović je rođen u Tuzli, gdje je završio osnovnu, srednju školu i Filozofski fakultet 1998. godine. Postdiplomski studij na Filozofskom fakultetu Sveučilišta u Sarajevu završio je 2002. godine. Magistrirao je na Filozofskom fakultetu Sveučilišta u Sarajevu 2004. godine, te je 2010. godine na istom fakultetu stekao zvanje doktora povijesnih znanosti.
Autor je četiri knjige i više od 40 izvornih znanstvenih i stručnih radova u raznim znanstvenim časopisima u zemlji i inozemstvu. Aktivno je participirao u zemlji i inozemstvu na brojnim naučnim konferencijama iz historiografije i drugih društvenih znanosti.

## Politika
SDP-u BiH se pridružio kao srednjoškolac 1993. Te godine dobio je i prvu stranačku dužnost kao predsjednik Foruma mladih SDP-a BiH u Općinskoj organizaciji Tuzla. Na toj dužnosti ostao je do 1994., kada je imenovan predsjednikom Foruma mladih SDP-a BiH na području Tuzlanske županije. Od 1996. usporedno je bio i potpredsjednik Foruma mladih SDP-a BiH.
1998. godine je imenovan predsjednikom Foruma mladih SDP-a BiH. Na općim izborima 1998. izabran je za zastupnika u Zastupničkom domu Parlamenta FBiH. Dvije godine kasnije postao je član Predsjedništva SDP-a BiH. Ponovno je na općim izborima održanim iste godine s 9.828 glasova izabran za zastupnika u Skupštini Tuzlanske županije, gdje je imenovan i predsjednikom Odobora za društveno-gospodarske odnose. U Skupštini Tuzlanske županije izabran je i za izaslanika u Domu naroda Parlamenta FBiH.
Na općim izborima održanim 2002. bio je nositelj liste SDP-a BiH na listi za zastupnike u Skupštini Tuzlanske županije, pa je izravno izabran sa 7.600 glasova. U tom mandatu bio je predsjednik Odbora za ljudska prava i građanske slobode i član Antikorupcijskog odbora. Iduće godine, 2003., imenovan je predsjednikom SDP-a BiH Tuzlanske županije.
Na općim izborima 2006. bio je nositelj liste SDP-a BiH za Zastupnički dom PS BiH. S 24.645 glasova, izravno je izabran za zastupnika te je imenovan zamjenikom predsjednika zastupničkog kluba SDP-a BiH. U Zastupničkom domu PS BiH imenovan je članom Zajedničkog povjerenstva za ljudska prava, prava djeteta, mlade, izbjeglice, azil i etiku i Povjerenstva za vanjske poslove. Od 2007. član je Izaslanstva PS BiH u Interparlamentarnoj uniji. Iduće godine postao je član Parlamentarne grupe prijateljstva BiH sa Zapadnom Europom. Potpredsjednikom SDP-a BiH imenovan je 2009. 2010. godine postao je član Istražnog povjerenstva za utvrđivanje trošenja donatorskih sredstava. 
Na općim izborima održanim 2010., ponovno je izravno izabran za zastupnika u Zastupničkom domu PS BiH s 45.747 glasova. Izabran je za predsjedatelja Zastupničkog doma PS BiH 20. svibnja 2011., a za njegove zamjenike izabrani su Božo Ljubić iz HDZ-a 1990 i Milorad Živković iz SNSD-a.
Na općim izborima održanim 2014. godine zabran je po treći put u Zastupnički dom PSBiH. Na općim izborima održanim 2018. godine kandidirao se za člana Predsjedništva Bosne i Hercegovine, ali nije izabran, osvojivši 33.53% glasova. 

## Predsjedništvo Bosne i Hercegovine
Na općim izborima u Bosni i Hercegovini održanim 02. listopada 2022. godine kandidirao se ispred jedanaest opozicionih stranaka i pobjedio Bakira Izetbegovića (SDA) osvojivši 57,37% glasova (320.488).  Na dužnost je prisegao 16. studenog 2022. godine.

## Vanjske poveznice
- Denis Bećirović na službenoj stranici Zastupničkog doma PS BiH[neaktivna poveznica]
- Denis Bećirović na službenoj stranici Predsjedništva Bosne i Hercegovine  Arhivirana inačica izvorne stranice od 13. travnja 2021. (Wayback Machine)